# District militaire transcaucasien
Le district militaire transcaucasien est un district militaire des forces armées soviétiques, qui retrace son histoire jusqu'en mai 1921 et l'incorporation de l'Arménie, de l'Azerbaïdjan et de la Géorgie dans l'Union soviétique. Il est dissous en étant redésigné en tant que groupement de forces au début des années 1990 après l'effondrement de l'Union soviétique. Le district militaire a formé la base des forces armées modernes d'Arménie, d'Azerbaïdjan et de Géorgie ainsi que des régimes politiques non reconnus d'Abkhazie, d'Artsakh et d'Ossétie du Sud.

## Histoire
Il est créé en 1935 à partir de l'armée du Caucase du Drapeau rouge.

### Divisions de mobilisation
Dans les années 1980, le district compte deux divisions cadres, des unités inactives appelées à être renforcées en cas de mobilisation :
- la 153e division de fusiliers motorisés (numéro d'unité militaire 20657)[2]. Créée en 1972 à Vilnius à partir du 597e régiment de fusiliers motorisés de la 107e division de fusiliers motorisés (en), elle partage les infrastructures de la 107e division jusqu'à son départ en 1981. Après cette date, la division est en garnison à Pabradė. Elle est renommée 5191e base de stockage d'équipement le 1er juillet 1989 puis dissoute en 1992[3].
- la 230e division de sécurité arrière[2], créée à la fin des années 1980[4].